# Ghitta Carell
Pour les articles homonymes, voir Carell.
Ghitta Carell est une photographe hongroise puis italienne née le 20 septembre 1899 à Szatmár et morte le 18 janvier 1972 à Haïfa.